# Marcus Papius Mutilus
Marcus Papius Mutilus war ein römischer Politiker und Senator in der ersten Hälfte des 1. Jahrhunderts n. Chr.
Marcus Papius Mutilus war ein Nachkomme des samnitischen Heerführers Gaius Papius Mutilus. Er war im Jahre 9 n. Chr. Suffektkonsul. Zusammen mit seinem Amtskollegen Quintus Poppaeus Secundus ließ er die nach den beiden benannte lex Papia Poppaea verabschieden, die Fortsetzung der mit der lex Iulia de maritandis ordinibus begonnenen Ehegesetzgebung. Sie sollte eine faktische Ehepflicht für alle römischen Bürger im heiratsfähigen Alter erzielen, indem Unverheiratete und Kinderlose im Erbrecht schlechter gestellt wurden, während Kinderreiche bei der Bewerbung um Ämter Vorteile erhielten (ius trium liberorum). Tatsächlicher Urheber des Gesetzes war Augustus; Papius und sein Kollege waren selbst Junggesellen. Zum letzten Mal wird Papius Mutilus im Jahr 16 erwähnt, als er zusammen mit anderen vornehmen Senatoren beantragte, den Todestag des Marcus Scribonius Libo Drusus, der sich als angeblicher Verschwörer das Leben genommen hatte, als Festtag begangen werden solle.